# Donnie Darko
A Donnie Darko egy 2001-es amerikai pszicho-thriller, aminek írója és rendezője Richard Kelly, a főbb szerepekben pedig Jake Gyllenhaal, Drew Barrymore, Patrick Swayze, Maggie Gyllenhaal, Noah Wyle, Jena Malone, és Mary McDonnell láthatóak. A film főszereplője egy kamasz fiú, Donnie Darko, aki szemében egyre jobban kezd összemosódni a valóság a képzelettel, ahogy próbálja megfejteni a világ végéről szóló aggasztó látomását.
A DVD változat forgalmazását a Newmarket Films végzi. A film költségvetése összesen 4,5 millió dollár volt és 28 napon keresztül forgatták, mégsem vált átütő kasszasikerré, világszerte 7,5 milliós bevételt produkált. Azóta számos pozitív értékelést kapott a kritikusoktól és nagy kultusz alakult ki körülötte, így elkészült hozzá a speciális, kétlemezes rendezői változat 2004-ben.

## Történet
1988. október elsején Donnie Darko (Jake Gyllenhaal) ellátogat pszichológusához, ahova szülei küldték a múltban történt cselekedetei miatt. Donnie alvajáró és látomásai vannak, amiben egy Frank (James Duval) nevezetű, torz nyúljelmezt viselő férfi jelenik meg, és többször is kényszeríti, hogy megtegyen bizonyos dolgokat. Október másodikán Frank ráveszi, hogy hagyja el a házat, és azt mondja, hogy 28 nap, 6 óra, 42 perc és 12 másodperc van hátra a világ végéig. Ezalatt Donnie szobájára rázuhan egy repülőgép hajtóműve. A következő nap dr. Fisher (Arthur Taxier) és Jim Cunningham (Patrick Swayze) a golfpályán találnak rá. Amikor hazamegy, látja, hogy rendőrök és tűzoltók lepték el a környéket, de senki nem tudja, honnan zuhant le a repülőgép alkatrésze, hisz a légtér akkor üres volt, és egy légitársaság sem jelezte, hogy elvesztették volna az egyik hajtóművüket.
A következő nap pillantja meg Gretchen Rosst (Jena Malone), az új osztálytársát, és ő lesz az egyetlen, akivel nyugodtan társaloghat, és aki elfogadja olyannak, amilyen. Amikor apja, Eddie (Holmes Osborne) hazafelé viszi, nem figyeli az utat, és majdnem elüti autójával az idős Roberta Sparrowt (Patience Cleveland), aki kissé már szenilis és „halálnagyinak” („Grandma Death”) csúfolják. (A napjai a postaládája figyelésével telnek, levelet azonban sohase kap.) Donnie fülébe a következőket súgja: „A világon minden teremtmény egyedül hal meg.”
Ezután a pszichológusához, dr. Lillian Thurmanhez (Katharine Ross) megy, és beszél neki a képzeletbeli barátjáról, aki még aznap este megjelenik, és ráveszi, hogy árassza el vízzel az iskolát.
Magas intelligenciahányadossal rendelkezik, ezért sok konfliktusba keveredik tanáraival, iskolatársaival vagy épp Cunninghammel, akit az álszentség mintaképének tart, mert a motivációs tréningjeivel és tanácsadásaival az egyszerű emberek pénzét akarja kicsalni. Frank egyszer megjelenik előtte, és megkérdezi Donnie-tól, hogy hisz-e az időutazásban, ezután felkeresi fizikatanárát, aki egy időutazásról szóló könyvet ajánl neki (Az időutazás filozófiája – The Philosophy of Time Travel), amit egy hölgy írt, aki korábban apáca volt: Roberta Sparrow. Donnie a könyvben leírásokat talál az általa átélt látomásokról. Az orvos nagyobb adag gyógyszert javasol, és hipnózist alkalmaz a fiún.
Miközben a barátnőjével, Gretchennel moziznak, Frank ismét megjelenik, és az időkapuról beszél neki, illetve leveszi maszkját, és látszik, hogy a jobb szemét egy lövedék találta el. Ezután a mozivászonra Jim Cunningham házát jeleníti meg, és arra kényszeríti, hogy égesse porig az épületet. A kiérkező tűzoltók ráébrednek, hogy a város díszpolgárának tartott férfi gyermekpornó-hálózatot tart fenn, az emberek viszont a bizonyítékok ellenére is a védelmére kelnek. Donnie egy levelet küld a halálnagyinak.
Október 31-e, halloween napja van, és Donnie megtudja, hogy nővére, Elizabeth (Maggie Gyllenhaal) felvételt nyert a Harvardra, ezért azt javasolja neki, rendezzenek bulit. (Anyjuk, Rose (Mary McDonnell) elutazott Donnie kishúgával, Sammel (Daveigh Chase) a tánccsoport versenyére, mivel az, aki eredetileg velük repült volna Los Angelesbe, Jim Cunningham védelméért kampányol.) Gretchen könnyek közepette jelenik meg, és elmondja, hogy édesanyja eltűnt, és valószínűleg a szörnyű nevelőapja (késsel többször is megszúrta Gretchen anyját) talált rájuk ismét. Ez lesz az első (és utolsó) alkalom, hogy lefeküdnek egymással. Éjfélkor Donnie ráeszmél, hogy már csak 6 órája van a jóslat beteljesedéséig, és barátnőjével és két másik barátjával együtt elindul a halálnagyi házához. Itt két bajkeverő támad rájuk, Gretchent a földre lökik, és az egyik Donnie torkához szegezi kését. Egy autó közeledik, amitől támadóik megriadnak és elfutnak, a kocsi vezetője viszont megpróbálja kikerülni az idős asszonyt, aki a levelét olvassa. A kocsi áthajt a földön fekvő Gretchen testén, és kiderül, hogy az autó sofőrje Elizabeth barátja, Frank, aki a látomásokból ismerős nyúlnak van öltözve, Donnie pedig apja pisztolyával fejbe lövi. Roberta azt mondja neki, hogy vihar közeleg, sietnie kell. Felkapja barátnője élettelen testét, beszáll vele a család autójába, és elhagyja a várost, közben pedig egy különös vihar van kialakulóban. A domboldalon ülve figyeli a tornádót, közben pedig látszik, hogy a repülőről, amin anyja és húga is utazik, egy alkatrész szakad le, azután pedig féregjáraton halad keresztül. Donnie 28 nappal korábbra, a múltba kerül vissza. Ezúttal Frank nem csalta el a házból, Donnie az ágyán fekszik és nevet, majd a lezuhanó hajtómű maga alá temeti.

## Szereplők

A torz nyúl a film egyik szimbólumává nőtte ki magát

| Szerep                         | Színész            | Magyar hang        |
| ------------------------------ | ------------------ | ------------------ |
| Donnie Darko                   | Jake Gyllenhaal    | Gerő Gábor         |
| Eddie Darko                    | Holmes Osborne     | Rosta Sándor       |
| Elizabeth Darko                | Maggie Gyllenhaal  | Bognár Anna        |
| Samantha Darko                 | Daveigh Chase      | Gulás Fanni        |
| Rose Darko                     | Mary McDonnell     | Kovács Nóra        |
| Frank                          | James Duval        | Sárközi József     |
| Dr. Tad Fisher                 | Arthur Taxier      | Pálfai Péter       |
| Jim Cunningham                 | Patrick Swayze     | Csankó Zoltán      |
| Bob Garland                    | David St. James    |                    |
| Joanie James                   | Jazzie Mahannah    |                    |
| Ricky Danforth                 | Seth Rogen         | Déri Zsolt         |
| Cherita Chen                   | Jolene Purdy       | Czető Zsanett      |
| Ronald Fisher                  | Stuart Stone       | Simonyi Balázs     |
| Sean Smith                     | Gary Lundy         | Kékesi Gábor       |
| Seth Devlin                    | Alex Greenwald     | Moser Károly       |
| Kitty Farmer                   | Beth Grant         | Várnagy Kati       |
| Gretchen Ross                  | Jena Malone        | Bogdányi Titanilla |
| Dr. Kenneth Monnitoff          | Noah Wyle          | Kárpáti Levente    |
| Karen Pomeroy                  | Drew Barrymore     | Kéri Kitty         |
| Roberta Sparrow / "Halálnagyi" | Patience Cleveland |                    |
| Dr. Lilian Thurman             | Katharine Ross     | Vándor Éva         |
| Kim                            | Ashley Tisdale     |                    |

## A film

### Forgatás
Drew Barrymore produkciós cége, a Flower Films intézte el a film mozikba kerülését, eredetileg ugyanis csak kazettán és DVD-n jelent volna meg. A filmet Kaliforniában forgatták, az iskolai jelenetek nagy részét pedig a jezsuita Loyola Középiskolában. A film végén látható vidéki képsorokat az Angeles Crest autópályáról készítették.

### Zene
2003-ban a Tears for Fears "Mad World" című számának feldolgozása (Gary Jules – ének, Michael Andrews – zongora), ami a film végén is hallható, az Egyesült Királyságban az első helyre került a karácsonyi toplistán.
Egy másik jelenetben, ami a középiskolát mutatja be a Tears for Fears "Head over Heels" című száma hallható, míg Samantha tánccsoportja a „Szikrázó Mozgás” ("Sparkle Motion") fellépésekor a "Duran Duran" Notorious című száma csendül fel, miután Donnie és Gretchen otthagyja a bulit, a The Church "Under the Milky Way" névre hallgató szerzeménye szerepel. Előtte a Joy Division "Love Will Tear Us Apart" számának 1995-ben megjelent változata hallható, annak ellenére, hogy a film 1988-ban játszódik. A nyitójelenetbe a "The Killing Moon" került az Echo & the Bunnymentől. A Halloween bulin a Pantera "Proud to be Loud" című száma is hallható, a stáblistában mégis a "The Dead Green Mummies" van feltüntetve.
A rendezői változatban a film kezdetén hallható zenét az INXS "Never Tear Us Apart" című számára cserélték, "Under the Milky Way" című számot áthelyezték ahhoz a jelenethez, amikor Donnie és édesapja a kocsiban beszélgetnek, helyére pedig "The Killing Moon" került.

## Megjelenés
Eredetileg 2002 márciusában jelent meg kazettán és DVD-n, amik jó eladásokat produkáltak, így a Newmarket Films 2004-ben egy rendezői változatot adott ki. Bob Berney a cég elnöke szerint az Egyesült Államokban több mint 10 millió dollárt termelt a DVD-változat.
Az Egyesült Államokban 2009. február 10-én jelent meg a Blu-ray-változata, az Egyesült Királyságban 2010. július 19-én pedig egy speciális, 2 lemezes Blu-ray-változata a Metrodome Distribution kiadásában, ami tartalmazta az eredeti és a rendezői változatot és Richard Kelly, Jake Gyllenhaal és Kevin Smith, illetve a stáb és a színészek (például Drew Barrymore) audiokommentárjait.

### Marketing
- 2003-ban a film írója Richard Kelly egy könyvet is kiadott a filmről. (The Donnie Darko Book) A bevezetőt Jake Gyllenhaal írta, a könyv pedig a következőeket tartalmazta: a rendezői változat forgatókönyvét, egy tartalmas interjút a készítővel, Richard Kelly-vel, hasonló oldalakat, mint amelyek a filmben látott időutazásról szóló könyvben találhatóak, illetve néhány fotó és rajz a filmből, valamint az azokat inspiráló művészi grafikák.
- A NECA elkészítette a 15 cm-es változatát a filmben feltűnő nyúlnak, majd egy 30 cm-es beszélő változatot is megjelentetett.

### Rendezői változat
A rendezői változatot 2004. május 24-én mutatták be a Seattle International Film Festival alkalmával, majd 2 hónappal később New Yorkban és Los Angelesben is. 20 percnyi extra tartalmat, megváltoztatott zenei anyagot és képeket a filmbeli Az időutazás filozófiája című könyvből.
A DVD-változata 2005. február 15-én látta meg a napvilágot, aminek egy kétlemezes változata is elkészült, ami tartalmazta még a rendező és Smith kommentárját, képeket a történet vázlatáról, 52 perces forgatási naplót, egy rajongói videót, egy filmelőzetest a rendezői változathoz és interjúkat az angol rajongókkal, akiket a film körül kialakult kultuszról kérdeznek. 2006. február 19-én a brit Sunday Times napilap mellékletekén is megjelent.

## Fogadtatás

### Bevételek
A filmet először 2001. január 19-én mutatták be a Sundance Filmfesztiválon, majd októberben a mozikban is, bár fogadtatása elmaradt a várttól. Országszerte 58 moziban mutatták be, 110.494 dollárt termelt a nyitóhétvégén. 2002. április 11-ig vetítettek és ezalatt az időszak alatt is csak 517.375 dollárt termelt, világszerte ez a szám körülbelül 4,1 millió dollárra tehető.
A mozipénztáraknál történt gyenge szereplése ellenére lelkes rajongótábora alakult ki, 2002 márciusában pedig a VHS- és DVD-változatok is a boltokba kerültek. Ebben az időszakban a manhattani East Villageben található Pioneer Theatre 28 hónapon keresztül leadta a filmet éjszakai vetítések alkalmával.

### Kritikák
A film sok pozitív kritikát kapott, a Metacritic átlaga 71 pont, míg a Rotten Tomatoes oldalán 85%-ra (a rendezői változatot 91%-ra) értékelték. Andy Bailey kritikus szerint a Donnie Darko a Sundance Filmfesztivál egyik nagy meglepetése volt, amit Hollywood hatása nem rontott meg, hanem a létrejöttében segített. Jean Oppenheimer a New Times (LA) kritikusa szerint „Az égen gyülekező viharfelhőkhöz hasonlóan a Donnie Darko is egy hátborzongató, mégis nyugodt hangulatot teremt, amin felülemelkednek a félelmek és ezzel 2001 egyik legkiemelkedőbb alkotásává válik. Az ABC Australia újságírója, Megan Spencer izgalmasnak, sötétnek és álomszerűnek nevezte a filmet, ami az emberek lelkében legbelül, rejtett érzelmekre is képes hatni. A film megjelenésekor Roger Ebert kritikus kevésbé volt jó véleménnyel a filmről, azonban ez a hozzáállása rendezői változat megjelenésével megváltozott.

## Díjak és elismerések
- 2001 — Richard Kelly megnyerte a „Legjobb forgatókönyv” kategóriát a katalóniai International Film Festival és a San Diegóban megrendezett Film Critics Society alkalmával. A Donnie Darko továbbá közönségdíjas volt a svédországi Fantastic Film Festivalon. Nevezéseket is kapott a „Legjobb film” kategóriában a katalóniai International Film Festival keretein belül és a Sundance Filmfesztiválon a zsűri nagydíjára is esélyes volt
- 2002 — A Donnie Darko a fiatal filmkészítők „Speciális díját” kapta meg az Academy of Science Fiction, Fantasy and Horror Films díjátadón. Emellett az amszterdami Fantastic Film Festival „Ezüst sikoly díját” is megnyerte. Kelly a „Legjobb első alkotás” és a „Legjobb forgatókönyv” kategóriákban kapott nevezést, Jake Gyllenhaal pedig a „Legjobb férfi színész” kategóriájában az Independent Spirit Awards alkalmával, de film még nevezést gyűjtött be az Online Film Critics Society Awards „Legnagyobb filmes áttörés” kategóriájában is.
- 2003 — A Chlotrudis Awards alkalmával Jake Gyllenhaal a „Legjobb színész”, Richard Kelly a „Legjobb eredeti forgatókönyv” kategóriát nyerte meg, Kelly továbbá nevezéseket kapott a „Legjobb rendező” és a „Legjobb film” kategóriákban.

Egyéb elismerések
- 2005 —A Donnie Darko 5. helyezett az ausztrál ABC „Kedvenc filmjeim” szavazásán.[12]
- 2006 —A Donnie Darko 9. helyezett a FilmFour „50 film, amit a halálod előtt látnod kell” listáján.[13]
- 14. az Entertainment Weekly „50 legjobb középiskolás film”Archiválva 2013. május 27-i dátummal a Wayback Machine-ben listáján
- 2. az Empire magazin „Minden idők legjobb független filmjei” Archiválva 2015. szeptember 24-i dátummal a Wayback Machine-ben listáján.

## Folytatás
A 2009-ben készült egy folytatás, az S. Darko melynek főszereplője Sam, Donnie húga, akit ezúttal is Daveigh Chase alakított, de ő volt az egyetlen Adam Fields producer mellett az eredeti stábból. Az eredeti film alkotója Richard Kelly elhatárolódott a filmtől, aminek jogai nem is az ő birtokában voltak. A folytatást a kritikusok borzasztónak találták, a legtöbb rajongó pedig az eredeti Donnie Darko meggyalázásának tartja.

## Adaptációk
Marcus Stern színpadra vitte a filmet, az előadások 2007. október 27 és november 18. között voltak láthatóak a massachusettsi Cambridge-ben található Zero Arrow Theatreben.  Egy cikkben, aminek a társulat egy tagja a szerzője, azt írja: A csapat megbirkózik a kihívással, ami a fantasztikum megjelenítésével jár egy élő előadás alkalmával. 
A darabot Stern 2004-ben az American Repertory Theatre egy végzős előadójának produkciójához készítette.
A londoni Tea Fuelled Art csoport készített egy 60 másodperces rövid összefoglaló videót a filmről (humoros formában) az Empire Film Awards pályázatára.